# 1983 új világörökségi helyszínei
Az UNESCO Világörökség Bizottsága az 1983. december 5-9. között Firenzében megtartott 7. ülésszakán az alábbi helyszíneket nyilvánította a világörökség részévé:
| | Great Smoky-hegység Nemzeti Park |
| Amerikai Egyesült Államok |                                  |
| Természeti (VII)(VIII)(IX)(X) |                                  |
| Védett terület: 209 000 ha, hivatkozás: 259 |                                  |
| Great Smoky-hegység Nemzeti Parkot Franklin D. Roosevelt 1940 szeptemberében alapította meg. A több mint 200.000 hektáros park Tennessee és Észak-Karolina határain fekszik. Sok veszélyeztetett állatfaj él itt, többek között a világ legváltozatosabb szalamandrái. Több mint 200 madárfaj, 66 emlősfaj, 50 halfaj, 39 hüllőfaj, 43 kétéltűfaj található a park területén. Ez az USA keleti részének legfontosabb természeti területe, nevét a füsthöz hasonló ködről kapta, ami gyakran belepi a környéket. A magas nedvességtartalom kedvező a növényvilág számára. A térségre a mérsékelt égövi lombhullató erdők amelyekben viszonylagos érintetlenségük miatt tanulmányozható milyen lehetett az emberi beavatkozások előtti erdőterület. A parkban 16, 1800 méternél magasabb hegycsúcs található, ezek kívül hegyi patakok, folyók, vízesések tagolják a tájat. A régészeti ásatások során Kolombusz előtti indián kultúrák maradványait tárták fel, és itt találhatók meg az észak-amerikai szervezett kertművelés eddig ismert legkorábbi bizonyítékai. |                                  |

| | La Fortaleza és San Juan óvárosa |
| Amerikai Egyesült Államok |                                  |
| Kulturális (VI) |                                  |
| Védett terület: 33,39 ha, hivatkozás: 266 |                                  |
| San Juan Puerto Rico fővárosa, mintegy 420 ezer lakosával egyben a legnagyobb település a szigeten, amelynek északi partján helyezkedik el. Az 1521-ben alapított település volt a második spanyol város a kontinensen. Stratégiailag fontos helyen fekszik a Karib-tenger térségében, ezért a 16. és a 19. század között erődítményeket emeltek a település és az öböl védelmére. Az erődrendszer több részből áll, legkorábbi az 1540-ben befejezett La Fortaleza, egy bástyákkal megerősített épületkomplexum, ami 1822-től Puerto Rico kormányzójának székhelye volt. A sziget legnyugatibb pontján áll az El Morro, egy erős falakkal, gondosan elhelyezett lépcsőkkel és rámpákkal ellátott háromszög alakú erődítmény. A San Juan Nemzeti Emlékhely bástyákből, lőporraktárakból, valamint a San Juan de la Cruznak nevezett korábbi erődrendszerből áll. A sziget fennhatósága évszázadokon keresztül vita tárgya volt a gyarmatosító birodalmak között, végül 1898-ban a spanyol-amerikai háborúban harc nélkül került az Egyesült Államokhoz. |                                  |

| | A guaraní indiánok jezsuita missziói |
| Argentína és Brazília közös világörökségi helyszíne |                                      |
| Kulturális (IV) |                                      |
| hivatkozás: 275 |                                      |
| A helyszínhez öt, a 17. és a 18. században épített jezsuita misszió maradványai tartoznak Brazília Paraná szövetségi államában (Saõ Miguel das Missiõnes) és Argentína Misiones tartományában (San Ignacio Mini, Santa Ana, Nuestra Señora de Loreto, Santa Maria la Mayor). A romok trópusi erdőkben találhatók és kisebb eltérésekkel ugyanazt a mintát követik. Minden misszióhoz tartozott egy templom, egy plébánia, egy kórház, valamint lakóházak és raktárak. A szabályos rendben elhelyezett épületek egy központi teret vettek körül. A bennszülöttek és a hittérítők együtt dolgoztak, hatékony munkamódszereiknek köszönhetően a települések nagyrészt önellátóak voltak. A telepek célja a helyi lakosság megtérítése és vallásos nevelése volt, de ezzel egy időben védelmet is nyújtottak az itt élőknek a rabszolga kereskedők és a környélbeli földbirtokosok ellen. A telepek a jezsuiták 1767-1768-as kiűzése után (amikor egész Dél-Amerikát el kellett hagyniuk) gyorsan elnéptelenedtek, a romok nagy részét benőtte a vegetáció, csak a San Igancio Mini telepet állították részlegesen helyre. |                                      |

| | Pirin Nemzeti Park |
| Bulgária |                    |
| Természeti (VII)(VIII)(IX) |                    |
| Védett terület: 38 350 ha, puffer zóna: 1 078,28 ha, hivatkozás: 225 |                    |
| A Bulgária délnyugati részén található eredetileg 274 négyzetkilométeren elterülő Pirin Nemzeti Park egy tavakkal, vízesésekkel, barlangokkal és fenyőerdőkkel borított mészkővidék az azonos nevű hegységben. 2010-ben a védelem alá vont területet 400 négyzetkilométerre emelték. A hegyvidék csúcsai közül 46 meghaladja a 2600 méteres magasságot, jellegzetessége a mintegy 70 gleccsertó. A park magasabban fekvő részei 5-8 hónapig is megmarad a hótakaró, a nyár rövid és hűvös. A parkban állatfajok sokasága él, köztük számos endemikus, illetve a gerinctelenek közül a jégkorból fennmaradt faj. A viszonylag elszigetelt terület élőhelyet kínál többek között az európai barnamedvének, a farkasnak, valamint ritka madaraknak, köztük a szirti sasnak. A park növényvilága a bükkerdőktől a fa nélküli havasi legelőkig terjed. Az erdőhatár 2000 méteren van, az alpesi öv alatti területeket hegyi törpefenyő és közönséges boróka borítja. Az erdőkben néhány igen ritka növényfaj is él, közülük sok, például a balkáni selyemfenyő csak itt fordul elő. |                    |

| | Rilai kolostor |
| Bulgária |                |
| Kulturális (VI) |                |
| Védett terület: 10,7 ha, puffer zóna: 1 289,7 ha, hivatkozás: 216 |                |
| A rilai kolostort a 10. században alapította Rilai Szent János remete, akinek lakhelye és síremléke kegyhellyé vált. Halála után barlangja közelében az őt követő szerzetesek egy kolostor építésébe kezdtek, amely később fontos szerepet játszott a középkori Bulgária szellemi és társadalmi életében. A kolostort a bolgár cárok komoly kiváltságokkal támogatták, fénykorát a 14. században élte. A kolostorhoz az egész balkáni régióból számos zarándok érkezett. Az oszmán megszállás ideje alatt erősen lepusztult, végül a 19. század elején nagy része leégett és csak az 1355-ben emelt ötemeletes Hrelju-torony maradt épségben. 1834 és 1862 között Pavel Ivanovics tervei alapján újjáépítették. A kolostor épületrészei szabálytalan négyszög alakban egy háromezer négyzetméteres udvar körül helyezkednek el, amelyet a Hrelju-torony ural. Középen áll a Miasszonyunk Mennybemenetele-templom, körülötte négy kápolna, egy refektórium, egy könyvtár, vendégszobák, valamint megközelítőleg háromszáz szerzetesi cella kapott helyet. A templom belseje és az oltár gazdagon díszített, a freskókon több mint tizenkétezer motívum látható, legtöbbjük a szamokovi és a banszkói festőiskola mestereinek alkotása. |                |

| | Szrebarna bioszféra-rezervátum |
| Bulgária |                                |
| Természeti (X) |                                |
| Védett terület: 638 ha, puffer zóna: 673 ha, hivatkozás: 219 |                                |
| Szrebarna bioszféra-rezervátum egy 6 négyzetkilométeren elhelyezkedő édesvizű tó és élőhely a Dunától nem messze. Területének kétharmadát nád borítja, amely gátként védelmezi a tavat. A rezervátumot azért hozták létre, hogy védelmet nyújtson az itt élő madaraknak. Egy részük csak átvonul a területen, másik részük itt telel, és vannak olyan fajok, amelyek itt költik ki fiókáikat is. 1948-ban nyilvánították természetvédelmi területté, 1949-ig közvetlen összeköttetésben állt a Dunával, majd 1982 és 1984 között aszályok és elhibázott árvízvédelmi intézkedések következtében kiszáradt. 1994-től ismét összekapcsolták a folyóval így az áradásoknak köszönhetően élővilága regenerálódott. A tavon és környékén összesen 233-féle madár- és 76 növényfaj él. A náddal borított tavat évente mintegy nyolcvan költöző madárfaj látogatja meg. Az itt élő madarak az országban előforduló összes madárfaj felét képviselik és előfordulnak közöttük ritka és veszélyeztetett egyedek is. A tó átlagos mélysége alig két méter, ennek ellenére Bulgária összes mocsárvidéki növényfajának fele megtalálható benne. |                                |

| | Neszebar |
| Bulgária |          |
| Kulturális (III)(IV) |          |
| Védett terület: 27,1 ha, puffer zóna: 1 245,6 ha, hivatkozás: 217 |          |
| A Fekete-tenger partjának egyik sziklás félszigetén elterülő Neszebar területe több mint háromezer éve lakott. Európa egyik legrégebbi települése, a trákok által Meszembria néven alapított város az i. e. 6. században görög kolónia lett. Az évszázadok során trák, görög, római, szláv, bizánci, bolgár és török fennhatóság alatt állt. A védőfallal körülvett kereskedelmi központ a törökök megérkezéséig az egyik legfontosabb bizánci város volt a Fekete-tenger nyugati partján. Fennmaradt műemlékei közül görög eredetű az akropolisz, Apollón temploma, az agora. Városfalainak egy része még a trák időkből származik. A kikötőben görög, bizánci és római korból fennmaradt erődítmények és templomok maradványai láthatók. A kis területen az 5. század óta összezsúfolódó templomok közül tíz maradt fenn nagyrészt romos állapotban. Építészetükre a szláv és a görög ortodox művészet keveredése jellemző. Közülük figyelemre méltó Eleuszi Szűz Mária templomának romjai, valamint a 14. századi Keresztelő Szent János-templom. A 19. században Neszebarban számos „plovdivi stílusú”, kőalapra épült faereszes házat emeltek, a fagerendás házak a város sokszínű múltját szemléltetik. |          |

| | Talamanca Természetvédelmi Terület – La Amistad Nemzeti Park |
| Costa Rica és Panama közös világörökségi helyszíne |                                                              |
| Természeti (VII)(VIII)(IX)(X) |                                                              |
| Védett terület: 570 045 ha, hivatkozás: 205 |                                                              |
| A Talamanca Természetvédelmi Terület Costa Rica és Panama közös világörökségi helyszíne. A Kordillerák részét képező Talamanca-hegység Közép-Amerika legmagasabb és legősibb nem vulkanikus eredetű hegyvonulata. A 8000 négyzetkilométeres természetvédelmi terület nagyobbik felét a 25000 évvel ezelőtti utolsó jégkorszak óta trópusi esőerdő borítja, ami azóta zavartalanul fejlődik. A táj változatos, megtalálható benne síkvidéki trópusi esőerdő, köderdő, szubalpesi bozótos, tölgyerdő, lápvidékek, jégkorszaki tavak, és magaslati mocsarak. Állat- és növényvilága rendkívül változatos, ez köszönhető a többféle éghajlatnak, a változó tengerszint feletti magasságnak (a park legmagasabb pontjai 3800 méter fölött vannak), valamint annak, hogy Észak- és Dél-Amerika találkozási pontjánál helyezkedik el. Többféle faj él benne mint a világ bármelyik másik ekkora védett területén. Az állatok közül 200 emlősfaj megtalálható itt, köztük Amerika összes vadmacska fajtája többek között a puma, a párducmacska és a jaguarundi, a puma közeli rokona. A park területe már évezredek óta lakott, de tervszerű régészeti feltárást eddig keveset végeztek. Jelenleg a Panama és Costa Rica közötti együttműködés eredményeként a bennszülött teribe, guaymi bribi és cabécar törzsek mintegy 10000 tagja él a védett területen őseik hagyományos életmódját folytatva. |                                                              |

| | Sangay Nemzeti Park |
| Ecuador |                     |
| Természeti (VII)(VIII)(IX)(X) |                     |
| Védett terület: 271 925 ha, hivatkozás: 260 |                     |
| A nemzeti park félreeső, nehezen megközelíthető helyen a Középső-Andok Keleti-Kordillerák vonulatában fekszik. Területe három jól elkülöníthető zónára oszlik, egy hordalékkúp, a keleti hegylábak (1000 – 2000 méter), és a vulkanikus eredetű Andok (2000 – 5000 méter). A park két működő vulkánjáról (Tugurahua 5016 m, Sangay 5230 m) egy kialudt tűzhányóról (El Altar 5319 m), valamint különleges természeti szépségéről is híres és az ökoszisztémák teljes skálája megtalálható benne a trópusi esőerdőtől a hófödte hegyeken át a gleccserekig. A növényzeti zónák felfelé haladva váltakoznak, 2000 méter felett a szubtrópusi esőerdő alacsonyabb hegyi esőerdőbe olvad, ezt 4500 méter magasságban füves térség váltja fel, 4800 méter felett pedig hóborította területek következnek. A park folyói kelet felé, az Amazonas-medence irányába tartanak, a jelentős szintkülönbségek miatt gyakran vízeséseken keresztül. A terület elszigeteltsége kedvezett a park növény- és állatvilágának, köztük olyan őshonos fajok fennmaradásának mint a hegyi tapír és az andoki kondorkeselyű. A sokféle vegetációs zónának köszönhetően a parkban többek között pumák, pápaszemes medvék, jaguárok, ocelotok, tigrismacskák, déli törpeszarvasok és óriásvidrák is élnek. Az itt élő madárfajok száma 400 és 500 közé tehető míg a növényfajok számát 3000 körülire becsülik. |                     |

| | Comoé Nemzeti Park |
| Elefántcsontpart |                    |
| Veszélyeztetett világörökségi helyszínek listáján volt 2003 és 2017 között |                    |
| Természeti (IX)(X) |                    |
| Védett terület: 1 150 000 ha, hivatkozás: 227 |                    |
| A Comoé Nemzeti park Nyugat-Afrika legnagyobb védett övezete. Ez Elefántcsontpart legnagyobb és legváltozatosabb állatvilágával rendelkező rezervátuma, az erdő és a szavanna közötti átmenet egyik példája. Az ország északkeleti részén található és elég nagy kiterjedésű ahhoz, hogy az itt élő fajok ökológiai integritását biztosítsa. A 11 500 négyzetkilométeres nemzeti park a Comoé és a Volta folyók közötti területen fekszik, tengerszint feletti átlagos magassága néhány száz méter. A Comoé folyó körülbelül 230 kilométer hosszan halad át a rezervátumon, ennek köszönhetően a parknak olyan a növényzete, ami jellemzően csak sokkal délebbre, csapadékosabb vidéken fordulna elő. A folyó a száraz évszakban sem szárad ki. Az itteni élőhelyek változatosak, van köztük cserjés szavanna, trópusi esőerdő és galériaerdő is. Ennek köszönhetően a parkban többek között vízilovak, krokodilok, kafferbivalyok, varacskos disznók élnek. A déli, erdővel borított terület jellemző állatai az elefántok, valamint ragadozók, oroszlánok, párducok és hiénák. A rezervátum ezen kívül majmoknak és számos madárfajnak is otthont ad. A terület vadállományát orvvadászok fenyegetik, és komoly problémát okoz a haszonállatok legeltetése miatti élettér-csökkenés is, ezért a park 2003 és 2017 között a veszélyeztetett világörökségi helyszínek listáján volt. |                    |

| | Saint-Savin sur-Gartempe apátsági temploma |
| Franciaország |                                            |
| Kulturális (I)(III) |                                            |
| Védett terület: 1,61 ha, puffer zóna: 147,77 ha, hivatkozás: 230 |                                            |
| Saint-Savin sur Gartempe apátsági templomában maradt fenn Franciaország legjelentősebb román kori falfestményciklusa, ezért a templom a „romanika Sixtus-kápolnája” néven is ismert. Az arányosan tagolt épületet a 11. század végén emelték, a freskók a 11. és a 12. századból származnak. Az épület egyes részei, köztük a kripta egy korábbi, Karoling-kori templomból valók, amely egy vár mellett állt. Az erődítmény miatt az épületegyüttest elkerülték a viking támadások, ennek is köszönhető fennmaradása. A festmények a főhajó dongaboltozatán körülbelül 400 négyzetmétert foglalnak el, ezen kívül az emelt templomi karzatot, az előcsarnokot és a kriptát is freskókkal díszítették. A boltozaton jeleneteket ábrázolnak az Ószövetségből a teremtéstől a paradicsomból való kiűzetésig, a karzaton és az előcsarnokban Jézus életét és János jelenéseit mutatták be, míg a kriptát a szentek kevésbé kidolgozott képmásaival borították. A kiterjedt freskóciklusokkal az írástudatlan hívőknek igyekeztek megismertetni a Biblia tartalmát. A francia forradalom után a templom pusztulni kezdett, de nem érte komolyabb fosztogatás és károsodás. A 19. század közepe óta védelem alatt áll, falfestményeit 1970-ben restaurálták. |                                            |

| | Portói-öböl :Calanques de Piana, Girolata-öböl, Scandola Természetvédelmi Terület |
| Franciaország |                                                                                   |
| Természeti (VII)(VIII)(X) |                                                                                   |
| Védett terület: 11,800 ha, puffer zóna: ha, hivatkozás: 258 |                                                                                   |
| A Korzika nyugati partjainál elterülő Scandola Nemzeti Rezervátum két öbölből és két félszigetből áll. A természetvédelmi terület egy nagyobb korzikai regionális park része. A táj jellegzetes elemei a kis szigetek, a finom homokkal borított tengerparti szakaszok, a nehezen megközelíthető tengeri barlangok és a magas sziklák. A félszigeteket jórészt természetes erdő borítja, valamint nagy területeken található rajtuk jellegzetes mediterrán bozótos és cserjés. Az itt élők hagyományos módszerekkel történő földművelő és legelőgazdálkodási tevékenységet folytatnak, a környék építészetének kiemelkedő darabjai jelentős erődrendszerek. A rezervátum állandóan itt élő és vándorló állatfajoknak egyaránt otthont ad, köztük a vándorsólyomnak, vészmadaraknak, sirályoknak, kormoránoknak és különböző sasféléknek. A sárga homokos partot eukaliptuszerdők szegélyezik, a tiszta tengerben számos halfaj parti és sekély vízi gerinctelen állat él. |                                                                                   |

| | Place Stanislas, Place de la Carrière és Place d'Alliance Nancyban |
| Franciaország |                                                                    |
| Kulturális (I)(IV) |                                                                    |
| Védett terület: 7 ha, puffer zóna: 159 ha, hivatkozás: 229 |                                                                    |
| A helyszínhez három, 1752 és 1755 között kialakított tér tartozik Nancy városban. Az építkezés I. Szaniszló lengyel király nevéhez fűződik, aki XV. Lajos apósa volt és miután elvesztette trónját Lotaringia grófja lett és Nancy-ben élt 1737-től 1766-ig. Nancy új főtere az Emmanuel Hér de Corny tervei alapján kialakított Place Stanislas lett, ami kapcsolatot teremtett az óváros és a délebbre kiépült új városrész között. A tér déli oldalán áll a gazdag belső díszítéssel és nagyméretű lépcsőházzal rendelkező városháza. A tértől északra fekszik a Place de Carriére, amit a 16. században kezdtek kialakítani, de csak Szaniszló idején fejezték be. Itt található az Igazságügyi palota és a Kereskedelmi Börze, amit szintén Héré tervei alapján építettek. Legutoljára a Place d'Alliance készült el, építését 1753-ban kezdték meg. Az építészcsapat sikeresen hozott létre olyan közösségi tereket, amik nem csak az uralkodó dicsőségét hirdették diadalívekkel, szobrokkal, szökőkutakkal és tekintélyes épületekkel, hanem funkcionálisan is megállták a helyüket. |                                                                    |

| | Adzsantai barlangtemplomok |
| India |                            |
| Kulturális (I)(II)(III)(VI) |                            |
| Védett terület: 8 242 ha, puffer zóna: 78 676 ha, hivatkozás: 242 |                            |
| Az adzsantai barlangtemplomokat Indiában, Mahárástra államban, a Vághúra folyó patkó alakú kanyarulatát körbeölelő sziklafalakba vájták az i. e. 2–1. és az i. sz. 5–6. század környékén. A 29 kivájt barlangból 4 buddhista szentélyt (csaitja) és 25 kolostort (vihára) alakítottak ki. A vulkanikus eredetű kőzetbe vájt barlangokat falfestményekkel és szobrokkal díszítették. A klasszikus indiai művészet legkorábbi alkotásai közé tartoznak amelyek jelentős hatást gyakoroltak saját koruk és az utókor művészeire. A falképek nyolc barlangban jó állapotban maradtak fenn. A korábbi alkotások vörös és barna árnyalatú éles körvonalú ábrázolásaikkal a Buddha életének és korábbi megtestesüléseinek jeleneteit mutatják be. A későbbi, realisztikus falképek az udvari és a mindennapi életből ábrázolnak esetenként erotikus jeleneteket is. A tágas barlangok jellegzetességei az impozáns oszlopsorok és falmélyedésben elhelyezett szobrok. A 7. század közepén a térséget elhagyták és a mintegy 100 kilométerre lévő Ellórát kezdték előnyben részesíteni. A barlangok ezután feledésbe merültek, és a műemlékegyüttest csak a 19. század elején fedezték fel újra. |                            |

| | Ellórai-barlangok |
| India |                   |
| Kulturális (I)(III)(VI) |                   |
| Hivatkozás: 243 |                   |
| A ellórai barlangok Indiában, Mahárástra államban találhatók.Ezek a mesterséges barlangok építészeti hasonlóságot mutatnak a Dekkán-fennsík más barlangjaival, például Adzsantával. Harmincnégy temploma és monostora a buddhizmushoz, a hinduizmushoz és a dzsainizmushoz kötődik. A 6. és 9. század között épültek. Kifejezik azt a toleranciát is ami lehetővé tette, hogy különböző vallású népcsoportok egy helyen alakítsanak ki szentélyeket. Az ellórai szentélyek fő jellegzetessége, hogy nem a sziklába építették, hanem abból vájták ki őket a szobrokkal és a díszítőelemekkel együtt. A bazalt, amiből a templomokat kivésték különösen alkalmas monolitikus alkotások készítésére. A szentélyeket i. sz. 600 és 1000 között alakították ki, a helyszínen körülbelül két kilométer hosszan harmincnégy kolostor illetve templom található. Szerkezetük egységes: előtér, előcsarnok, főcsarnok és egy cella a szent szobor részére. A templomok közül legismertebb a hatalmas Kailásza-templom ami a szent Kailász-hegyet, Siva istenség otthonát jelképezi, valamint a Tíz Avatar barlangja. |                   |

| | Vörös Erőd Agrában |
| India |                    |
| Kulturális (III) |                    |
| Hivatkozás: 251 |                    |
| Körülbelül 2,5 kilométerre északnyugatra fekszik India egyik legismertebb iszlám építészeti emlékétől, a Tádzs Mahaltól. Ez India legfontosabb erődje, leginkább egy fallal körülvett palotavárosként lehetne jellemezni. A nagymogulok innen irányították az országot, és itt őrizték az állami vagyont is. Legkorábban 1080-ban említik a források, 1526-ban került a mogulok kezébe. Két fő részre magán és a nyilvános épületegyüttesre osztották. A nyilvános kihallgatások csarnoka, a Diván-e-Ám egy fehérre vakolt vörös homokkőből épített pavilon három oszlopsorral és hullámdíszítéses boltívekkel. Ettől a csarnoktól a Gyöngy-mecsetig terjedő területen állt a Minár Bazár, az udvari piac. A császári lakosztály építése 1637-ben fejeződött be. Ennek a része a Muszamman Burdzs, a nyolcszögletű torony, ahol az uralkodó a hagyományokat követve minden reggel megmutatta magát alattvalóinak. A Diván-i-Khász, a magánkihallgatások csarnoka a folyóra néz. Fehér márványból készült, falait a már hagyományosnak számító virágokat ábrázoló domborművekkel és féldrágakő berakásokkal, mennyezetét arannyal és ezüsttel borították. A magánlakosztályok az Anguri Bág (Szőlőskert) körül helyezkednek el, a kétszintes épületben a hárem nőtagjai laktak. |                    |

| | Tádzs Mahal |
| India |             |
| Kulturális (I) |             |
| Hivatkozás: 252 |             |
| A Tádzs Mahal a mogul síremlék-építészet csúcspontja, az iszlám művészet legismertebb alkotása. Sáh Dzsahán emeltette fiatalon elhunyt szeretett felesége, Mumtáz Mahal számára, aki 1631. június 17-én, tizennegyedik gyermeke születésekor halt meg. A síremlék munkálatai már 1631-ben megkezdődtek, és 1647-ben fejeződtek be. Az uralkodót 1666-ban bekövetkezett halála után szintén ide temették, kenotáfiumának elhelyezkedése az épület egyetlen aszimmetrikus eleme. A Tádzs Mahal ihletője Humájun Delhiben emelt síremléke lehetett, amelynek szerkezetét itt kisebb változtatásokkal alkalmazták. A nagy méretű hagymakupolát egy magasabb dobra helyezték, az épület tetején a sarkokban álló pavilonokat a kupolához közelebb vitték, a középső helyiséghez harmonikusabban kapcsolták hozzá a körülvevő nyolcszögletes épületrészeket, és végül négy magas minarettel egészítették ki. Az épület azonban szokatlan módon nem a kert átlóinak metszéspontjában fekszik, hanem a hátsó végében, közvetlenül a Jamuna-folyó partján. Hatalmas tömegét a vele szemben álló kapu ellensúlyozza. Az egész emlékművet és a teraszt, amin fekszik, fényesre csiszolt makranai fehér márvánnyal borították, ami éles ellentétben áll a kétoldalt emelt vörös homokkőből készült melléképületekkel.A központi helyiség belsejét féldrágakőből készült virágokat ábrázoló márványberakás díszíti. A rekesztőfalon belül Mumtáz Mahal és Sáh Dzsahán kenotáfiuma látható, a tényleges sírokat az alagsorban alakították ki. |             |

| | Wood Buffalo Nemzeti Park |
| Kanada |                           |
| Természeti (VII)(IX)(X) |                           |
| Védett terület: 4 480 000 ha, hivatkozás: 256 |                           |
| Kanada legnagyobb természetvédelmi területét, a Wood Buffalo Nemzeti Parkot a világ legnagyobb szabadon vándorló észak-amerikai bölénypopulációjának megóvására hozták létre 1922-ben. A jelenlegi bölénypopuláció körülbelül hatezer egyedből áll. A park négy jellegzetes élőhelytípusra oszlik, egy glaciális erózió által létrehozott fennsíkra, egy eljegesedett alföldre, egy édesvízi deltavidékre és egy folyóhordalék borította alföldre, amelynek része egy egyedülálló sós vizű árapály-láp. A tajga éghajlati övben fekvő vidék növényzetét nagyrészt tűlevelű erdők alkotják. A területen 47 emlősfaj él, köztük a rénszarvas, a jávorszarvas, a fekete medve, a szürke farkas, a pézsmapocok, ezen kívül hódok, rókák, hiúzok, hermelinek és mókusok. A folyódeltában eddig 227 madárfajt azonosítottak, a térségben több mint egymillió vadlúd, vadkacsa és hattyú él és veszélyeztetett madárfajok is mint a hóbagoly valamint lármás daru amelynek itt található az egyetlen fészkelőhelye. |                           |

| | Wieskirche |
| Németország |            |
| Kulturális (I)(III) |            |
| Védett terület: 0,1 ha, puffer zóna: 8,4 ha, hivatkozás: 271 |            |
| Wies temploma rokokó zarándoktemplom Bajorországban, az Alpok lábainál, a Steingaden községhez tartozó Wies faluban. 1738-ban néhány hívő könnyeket látott a megkorbácsolt Krisztust ábrázoló, 1730-ban a nagypénteki körmenethez faragott szobron, ezután építették fel Németország egyik legszebb rokokó templomát. A templom 1745-54 között készült el Johann Baptist és Dominikus Zimmermann testvérpár tervei alapján. A zarándoktemplomban szerencsésen ötvözték az épületszerkezetet és a díszítőelemeket, így harmonikus összhatás jött létre. Az építkezést Steingaden apátja rendelte el miután egyre több zarándok érkezett a korábban egy fakápolnában elhelyezett szoborhoz. A szobrot egy két emelet magasságú oltárra helyezték, a belső teret gazdag stukkódíszítéssel borították és freskókkal díszítették. A látványos természeti környezetben álló templom kórusát 1749-ben szentelték fel, többi része 1754-re készült el. |            |

| | Cuzco városa |
| Peru |              |
| Kulturális (III)(IV) |              |
| Védett terület: 142,48 ha, puffer zóna: 284,93 ha, hivatkozás: 273 |              |
| A perui Andok egyik termékeny völgyében 3400 méter magasan elterülő Cuzco az Újvilág egyik legrégebbi ma is lakott városa, az Inka Birodalom egykori fővárosa. A hagyomány szerint ez első mitikus inka uralkodó alapította 1200 körül, majd a következő 300 év folyamán politikai, vallási, adminisztrációs és kulturális központ lett belőle. A spanyol hódítók 1533-ban foglalták el, akik bár megőrizték a város alapvető szerkezetét átépítették politikai és vallási épületeit, majd katolikus templomokat és kolostorokat emeltek azért, hogy a bennszülött hagyományokat amennyire lehet eltöröljék. A városban található legfontosabb hódítás előtt emlékek a gránit vagy andezit tömbökből aprólékos gonddal megépített falak és a Naptemplom romjai, amely régi templomkörzet központi szentélye volt. A spanyolok e fölé építették a Santo Domingo zárdát, míg a jezsuita templomot Peru egyik legszebb barokk templomát az inka uralkodó Huayna Capac palotájának maradványaira emelték. |              |

| | Machu Picchu |
| Peru |              |
| Vegyes (I)(III)(VII)(IX) |              |
| Védett terület: 38 160,87 ha, hivatkozás: 274 |              |
| A látványos inka romváros egy hegyi trópusi esőerdő közepén áll 2430 méteres magasságban. A hódítók feltehetően nem tudtak a létezéséről és a nagyközönség is csak a 20. század elején szerzett tudomást róla. Ez a legjobb állapotban fennmaradt inka romváros és egyben Dél-Amerika egyik legjelentősebb régészeti lelőhelye. A településről eddig nem találtak feljegyzéseket, feltételezhetően i. sz. 1450 körül épült és egy évszázaddal később már el is hagyták lakói. A 325 négyzetkilométeren elterülő városban több városrész különíthető el, egy hatalmas megművelt földteraszok közelében épült földműves negyedet, egy ipari és valamint egy vallási negyedet. A földteraszokat bonyolult csatornarendszer segítségével öntözték. A palotákat, templomokat és a lakóépületeket nem védték falakkal egy esetleges támadás ellen. A város legfontosabb műemlékei közé tartozik a Kerek Torony, a Naptemplom és a Háromablakos szoba. A város körzetében élők a mai napig is kukorica valamint burgonyatermesztéssel foglalkoznak, életmódjuk hasonlít az ötszáz évvel ezelőtt itt élők életéhez. |              |

| | Angra do Heroísmo városának központi területe az Azori-szigeteken |
| Portugália |                                                                   |
| Kulturális (IV)(VI) |                                                                   |
| Hivatkozás: 206 |                                                                   |
| Az Azori-szigetekhez tartozó Terceira fővárosa egy vulkáni kráter tövében épült és jelentős szerepet játszott a 15. és a 19. század közötti tengeri felfedezésekben. Kikötője pihenőhely volt az Afrikából és Indiából érkező hajók számára. A település városszerkezete alkalmazkodik a jellegzetes éghajlati viszonyokhoz, óvárosában számos műemlék épület maradt fenn. Védelméről a több mint négyszáz éves São Sebastiãno és a São João Baptista erődítmények gondoskodtak. Vallási központja az 1570 és 1618 között emelt székesegyház, az Azori-szigetek legnagyobb temploma. A város jelentős műemléke a gótikus stílusban épült São Sebastiãno-templom amelyben középkori freskók maradványai láthatók. Másik jelentős épülete a São Goncalco-templom, ami kerámiaburkolatáról (azulejos) nevezetes. Az egykori jezsuita kolostort felújították, jelenleg hivatalok működnek benne. A település 1980-ban egy földrengés miatt komoly károkat szenvedett, helyreállítása azóta is folyamatban van. |                                                                   |

| | A Szent Jeromos-kolostor és a Belém-torony (Torre de Belém ), Lisszabon |
| Portugália |                                                                         |
| Kulturális (III)(VI) |                                                                         |
| Védett terület: 2,66 ha, puffer zóna: 103 ha, hivatkozás: 263 |                                                                         |
| A Lisszabon kikötőjének bejáratánál álló kolostort I. Mánuel portugál király parancsára 1502-ben kezdték építeni egy korábbi kápolna helyén. Az épületet az uralkodóról elnevezett Mánuel stílusban emelték, ami a helyi késő gótikus stílus volt a tenger ihlette egzotikus elemekkel, mudéjar és platereszk stílusjegyekkel ötvözve. Az épület és főleg a kétszintes kerengő jellegzetes elemei a oszlopokba és falakba vésett állatokat, zöldségeket, füzéreket ábrázoló díszítmények. Látványos belső terét késő gótikus boltozatának ólomüveg ablakainak és karcsú oszlopainak köszönheti. A templomban állították fel Vasco da Gama síremlékét is, aki az Indiába vezető út felfedezésével biztosította a kolostor vagyonát. A Tajo folyó torkolatánál álló Belém-torony 1515 és 1521 között, az Avis-dinasztia uralkodásának csúcspontján épült és a nagy tengeri felfedezéseknek állít emléket. A masszív építmény a gótikus, a mór és a marokkói építészet stíluselemeit ötvözi, mellvédjein visszatérő motívum a Krisztus-lovagrend keresztje. |                                                                         |

| | Győzelmes Szűz Mária-kolostor, Batalha |
| Portugália |                                        |
| Kulturális (I)(II) |                                        |
| Védett terület: 0,98 ha, puffer zóna: 85,78 ha, hivatkozás: 264 |                                        |
| Batalha dominikánus kolostorát az 1385-ös aljubarrotai csata emlékére építették. A csata előtt I. János fogadalmat tett, hogy győzelem esetén templomot építtet, uralkodása alatt az épületkomplexum jelentős része el is készült. Főhomlokzata három részre tagolódik szobordíszítése jelentős alkotás. A templom belsejét visszafogott gótikus stílusban alakították ki, kórusában figyelemre méltó ólomüveg ablakokkal. A főhajó jobb oldalához a 15. században csatolták az Alapító-kápolnát az uralkodó és családja temetkezési helyét. A kolostor utolsó építési fázisa egybeesett I. Mánuel uralkodásával, aki felújíttatta a kerengőt, megalkotva a róla elnevezett építészeti stílus egyik legjelentősebb remekművét. Jellegzetességei kecses oszlopai és érzékelhetően mór hatást mutató díszítményei. A templomhoz csatlakozó Befejezetlen kápolnát I. Duarte és felesége sírhelyének szánták de építése a 16. században félbemaradt. |                                        |

| | Krisztus-rendi kolostor, Tomar |
| Portugália |                                |
| Kulturális (I)(VI) |                                |
| Hivatkozás: 265 |                                |
| Az eredetileg a reconquista emlékművének szánt épületegyüttes a Templomos lovagrend számára épült, majd a Krisztus Lovagrend (a templomosok utódai) vette birtokba. Portugália legnagyobb kolostoregyüttese egy vár helyén áll, amit I. Alfonz király adományozott a rendnek 1159-ben. A teljes épületegyüttes a 12. és a 17. század között alakult ki, és a gazdagon díszített Mánuel stílus egyik leglátványosabb példája lett. A 12. század végén épült templomot, az épületegyüttes legrégebbi fennmaradt részét a lovagok építészetére jellemző módon egy tizenhat csarnokrészre osztott sokszögű alapra emelték, középen nyolcszögű kórussal és egy körfolyosóval. Mintája a jeruzsálemi Szent Sír-templom lehetett. A 16 oldalú rotundát I. Mánuel uralkodása alatt freskókkal díszítették és ekkor készült el a káptalani gyűlésterem fölött álló templomhajó, Diego de Arruda alkotása is. A kolostor külső díszítése gótikus és mór építészeti elemeket ötvöz. A kolostor az évszázadok során Portugália egyik legjelentősebb építészeti alkotásává fejlődött. |                                |

| | Vallée de Mai természetvédelmi terület |
| Seychelle-szigetek |                                        |
| Természeti (VII)(VIII)(IX)(X) |                                        |
| Védett terület: 19,5 ha, hivatkozás: 261 |                                        |
| A természetvédelmi terület a Seychelle-szigetek második legnagyobb szigetén a Praslin-szigeten található. A Praslin Nemzeti Parkban fekvő Vallée de Mai (Május-völgy) az 1930-as évekig érintetlen volt, majd 1966-ban hozták létre a Vallée de Mai természetvédelmi területet. A szigetcsoport elszigeteltsége miatt számos növényfaj menekült meg a kipusztulástól. A sűrűn lakott szigeten nagy eredmény, hogy sikerült a völgyet természetes állapotában megóvni. A védett terület mindössze 20 hektár ennek ellenére öt endemikus pálmafajnak is otthont ad, amelyek így természetes környezetükben maradhattak fenn. Közéjük tartozik a tengerikókusz (Lodoicea maldivica) , amely több száz évig is élhet, 18 kilós súlyt is elérő magja a legnagyobb az egész növényvilágban. A növénnyel már Magellan is találkozott aki azt hitte, hogy egy a tengerben növő fa gyümölcse, és az évszázadok során még számtalan, gyakran vallásos színezetű legenda is szövődött köréje. A völgy sokféle állatnak is élőhelyet biztosít, sokféle gekkó- és kaméleonfaj él itt, valamint sok madár is, köztük a fekete papagáj. |                                        |

| | Sankt Gallen-i kolostor |
| Svájc |                         |
| Kulturális (II)(IV) |                         |
| Hivatkozás: 268 |                         |
| A Sankt Gallen-i kolostor évszázadokon át Európa egyik legjelentősebb benedek rendi apátsága volt. A kolostort 613-ban alapították és Szent Gál (Gallus) írországi hittérítőről nevezték el. Szent Gál Szent Kolumbán tanítványa és társa volt, itt hunyt el 646-ban. Az épületek sorozatos átépítése arra utal, hogy a kolostor vallási és kulturális befolyása folyamatos volt. Már a 9. századra a nyugati kultúra és tudomány egyik legnagyobb hatású központjává fejlődött. Első virágkorát a 9. és a 11. század között élte. Ma is látható barokk formáját egy 18. század közepén végrehajtott átalakításnak köszönheti. Legrégebbi megmaradt része 10. századi kriptája. A mostani épület központi elemei a katedrális és a könyvtár. Az apátsági templom jellegzetessége keleti homlokzata, az épület székesegyházi rangját 1824-ben kapta. A kolostor legnagyobb nevezetessége az egyik legrégebben alapított könyvtár a világon, rokokó könyvtártermét a 18. század közepén építették. A körülbelül 170 000 kötetes könyvtárban négyszáz kötet ezer évnél régebbi, ezen kívül számos kéziratot is őriznek itt, köztük a híres Sankt Gallen-i alaprajzot is. |                         |

| | Müstairi Szent János-kolostor |
| Svájc |                               |
| Kulturális (III) |                               |
| Védett terület: 2,036 ha, puffer zóna: ha, hivatkozás: 269 |                               |
| A müstairi Szent János benedek-rendi apácakolostor a karoling korszakból származó templomfreskói okán világörökségi nyilvántartásba vett kolostoregyüttes, a svájci Graubünden kantonban, a Münster-völgyben (Val Müstair) fekvő Müstair település központjában. A kolostort 800 körül Nagy Károly közvetlenül, de valószínűbb, hogy az ő megbízásából a Churi egyházmegye püspöke alapította. A kolostor épületei két belső udvart vesznek körül, az 1200 éves Szent János apátsági templomot a 15. század végén késő gótikus csarnoktemplommá alakították át. A belsejében látható Karoling-kori freskók egy, a 20. század első felében végzett restaurálás során kerültek elő. Ezt a freskóciklust a kora középkorból fennmaradt legnagyobb festménygyűjteménynek tartják. A képek Dávid király és Jézus életéből ábrázolnak jeleneteket. Jelentős művészi értéket képviselnek, tanulmányozhatóak rajtuk az ikonográfiai témák fejlődése. Számos 12. századi freskómaradvány is díszíti a templomot, ezen kívül 11. századi stukkók és domborművek is láthatók a kolostorban. |                               |

| | Bern óvárosa |
| Svájc |              |
| Kulturális (III) |              |
| Védett terület: 84,68 ha, hivatkozás: 267 |              |
| Bern óvárosa a svájci főváros 1983 óta világörökségi védelmet élvező történelmi városrésze, Óváros (Altstadt) vagy Belváros (Innere Stadt) néven I. kerülete, amely az Aare folyó patkó alakú kanyarulata által közrezárt platón terül el. 12. századi alapítású, középkori hangulatú, városképében a 15–16. század építészetét őrző, festői fekvésű városmagjával Bern az ország egyik legpatinásabb települése. Legjelentősebb műemlékei a 12. századi Óratorony, a 15–16. századi Münster-székesegyház, valamint a 15. századi Városháza. Az 1729-ben felszentelt Szentlélek-templom Svájc legjelentősebb barokk temploma. Bern óvárosának jellegzetes elemei a városkapuk, az árkádsorok és a szobrokkal díszített reneszánsz kutak, amelyek közül több is a híres freiburgi szobrász Hans Gieng alkotása. A városközpontban lévő céh-székházakat és a városi palotákat egy hat kilométer hosszú árkádsor-rendszer köti össze. A település évszázadokon keresztül egy kivételesen következetes tervezési koncepció alapján fejlődött. A 19. század közepétől egy újabb építkezési hullámban nagyméretű középületeket emeltek, ekkor épült a szövetségi parlament, a szépművészeti múzeum, az egyetem és a városi színház, amik Bern fővárosi státuszát hangsúlyozzák. |              |